# Дір Лариса Володимирівна
Лари́са Володи́мирівна Дір (нар. 1968) — українська дипломатка, Надзвичайний і Повноважний Посол України в Республіці Північна Македонія (з 04 травня 2022).

## Життєпис
Народилась 1968 року в селі Гута-Межигірська, Києво-Святошинський район, Київська область. Здобула вищу освіту в Національному юридичному університеті імені Ярослава Мудрого (2006); Закінчила Дипломатичну академію МЗС України (1998).
У 1994—1998 рр. — спеціаліст 2 категорії, аташе Договірно-правового департаменту МЗС України.
У 1998—2002 рр. — третій секретар Посольства України у Сполученому Королівстві Великої Британії та Північної Ірландії.
У 2002—2005 рр. — третій секретар, другий секретар Договірно-правового відділу Юридичного департаменту МЗС України.
У 2005—2011 рр. — перший секретар, радник, начальник відділу нормативно-правової роботи Департаменту правового забезпечення, заступник начальника Департаменту правового забезпечення МЗС України.
У 2011—2014 рр. — заступник директора Департаменту персоналу МЗС України.
У 2014—2022 рр. — голова Управління у справах українців за кордоном та гуманітарного співробітництва МЗС України.
З 4 травня 2022 року — Надзвичайний і Повноважний Посол України в Республіці Північна Македонія.

## Дипломатичний ранґ
- Надзвичайний і Повноважний Посланник першого класу (08.2018)[5].
- Надзвичайний і Повноважний Посол (12.2024)[6]